# Marie Élisabeth De Buyger
Marie Élisabeth De Buyger (Parijs, 23 oktober 1852 – Brussel, 30 maart 1941) was een Belgische drukker en socialiste. Ze was de echtgenoot van socialistisch voorman en drukker Désirée Brismée. 

## Levensloop
De Buyger groeide op in een socialistisch milieu. Haar vader, Charles De Buyger, was een arbeider die er revolutionair socialistische ideeën en later ook anarchistische ideeën op nahield. 
Ze trouwde op 23 oktober 1833 in Londen met Désiré Brismée, die dertig jaar ouder was. Brismée had een drukkerij in Brussel en was daarnaast een invloedrijk socialistische militant in Brussel. Hij kan tot één van de initiatiefnemers gerekend worden van de sociaal-democratische beweging in België en speelde een belangrijke rol in de Eerste Internationale. 
De Buyger werkte mee in de drukkerij van haar echtgenoot en na zijn dood in 1888, nam zij als jonge weduwe het bedrijf over. De drukkerij onder de nieuwe naam ‘Veuve Brismée’ lag eerst in de Provoostschapstraat in Brussel en verhuisde later naar Hoogstraat 46. De Buyger leidde het bedrijf een periode alleen, vooraleer haar zonen (Aimé Charles Camille Brismée en Désirée Edmond César Brismée) de drukkerij mee aanstuurden. Na haar overlijden in 1941, namen de zonen het familiebedrijf over. Na de Tweede Wereldoorlog, opereerde de drukkerij verder onder naam ‘Imprimerie Populaire’. 

## Betrokkenheid bij de socialistische beweging
De drukkerij had een duidelijke socialistische en syndicalistische insteek. ‘Veuve Brismée’ gaf voornamelijk publicaties uit die gelieerd waren aan de socialistische beweging in Brussel. Socialistische kranten als L’Antimilitariste, La Jeunesse socialiste, La Maison du peuple, La Raison, werden er gedrukt, naast de publicaties van de syndicalistische organen zoals Le Carrier, Le Vêtement, Le Chapeau, L’Employé. Hun grote bedrijvigheid op vlak van syndicalistische publicaties, is een verklaring voor de afwezigheid van coöperatieve drukkerijen in Brussel. Eén van de meer invloedrijkere publicaties die bij Veuve Brismée gedrukt werden, was het tijdschrift Cahiers féministes, onder leiding van Isabelle Gatti de Gamond. 
Naast haar bedrijfsactiviteiten, speelde Buyger ook een rol in het socialistisch weefsel in Brussel. Ze was één van de grondleggers van de Prévoyance Sociale in 1907. Ze nam deel aan congressen van de Belgische Werkliedenpartij (BWP) en van de Syndikale Kommissie, en was ook lid van de Brusselse Femmes socialistes et rationalités.